# Marcin Szymczyk
Marcin Szymczyk (ur. 12 maja 1989) – polski motorowodniak reprezentujący barwy Baszty Żnin. Przygodę ze sportem rozpoczął w 2004 roku w klasie JT-250 pod wpływem swego kuzyna Radosława, również motorowodniaka. Już w pierwszym sezonie startów zajął siódme miejsce w mistrzostwach Polski. W 2005 uczestniczył w mistrzostwach Europy klasy JT-250 w Tallinnie, gdzie zajął dwunaste miejsce.
W 2006 roku limit wiekowy zmusił Marcina do zmiany klasy. Rozpoczął starty w nowej klasie – T-400. Wiele zmian i problem z kupnem silnika wykluczył go z walki o czołowe lokaty tego sezonu. Powrócił jednak w 2007 roku, kiedy to wywalczył sobie tytuł wicemistrza Polski, a w mistrzostwach Europy w Imatrze uplasował się na szóstej pozycji. Po tym sezonie po raz pierwszy trafił do Kadry Narodowej.
Sezon 2008 należał do niego – w klasie T-400 zdobył Mistrzostwo Kraju, zaś w Mistrzostwach Europy był szósty. W roku 2009 Marcin wystąpił w dwóch klasach jednocześnie, w dotychczasowej T-400 oraz OSY-400. W tej drugiej udało mu się wywalczyć trzecie miejsce Mistrzostw Polski.
Kolejny sezon rozpoczął się powrotem do klasy T-400 i w Mistrzostwach Świata w Szczecinie Marcin zajął piątą pozycję. Na tym jednak szczęśliwa część sezonu 2010 się skończyła. Kilka tygodni później, na zawodach w Myśliborzu, Marcin Szymczyk miał wypadek na wodzie, w pierwszym wyścigu klasy OSY-400. W szpitalu wykryto wstrząśnieniem mózgu i zmuszony był do tygodniowej hospitalizacji. Nie było mowy o wystąpieniu na zawodach w kraju. Dwa miesiące później wziął udział w Mistrzostwa Europy w Kijowie, gdzie wywalczył piątą lokatę.
Największy do tej pory sukces osiągnął w 2015 roku, gdzie podczas zawodów w fińskiej Imatrze (22-25.07.2015) wywalczył tytuł Mistrza Europy w klasie GT30.